# 千勝社 (久喜市上早見)
千勝社（ちかつしゃ）は、埼玉県久喜市上早見字新田583に所在する神社である。

## 概要
千勝社はかつて埼玉郡上早見村（明治合併以後は大字上早見）の村社であり、1950年（昭和25年）時点での境内地面積は293坪であった。1909年（明治42年）7月2日に行われた合祀では、浅間社（字本田）・十二社（字本田）・神明社（字本田）・天神社（字本田）・厳島神社（字本田）・稲荷社（字本田）が集められている。
境内施設として本殿、境内社、鳥居、「武蔵国 上早見 千勝神社」と彫られた標柱、「伊勢大御神楽記念」と彫られた石碑、一級水準点、上町上早見集会所、便所、倉庫、水道、松の木、ブランコ、滑り台、鉄棒、ベンチなどである。

## 市内の千勝神社
- 千勝神社 (久喜市本町) - 本町6丁目に所在。
- 千勝神社 (久喜市吉羽) - 吉羽1丁目に所在。
- 千勝神社 (久喜市中妻) - 中妻に所在。
- 千勝神社 (久喜市伊坂) - 伊坂に所在。